# 5609 Stroncone
5609 Stroncone eller 1993 FU är en asteroid i huvudbältet som upptäcktes den 22 mars 1993 av den italienska astronomen Antonio Vagnozzi vid Santa Lucia Stroncone-observatoriet. Den är uppkallad efter Stroncone i Italien.
Asteroiden har en diameter på ungefär 14 kilometer och den tillhör asteroidgruppen Themis.